# Начало координат

Начало декартовой системы координат на плоскости

Начало координат (начало отсчёта) в евклидовом пространстве — особая точка, обычно обозначаемая буквой О, которая используется как точка отсчёта для всех остальных точек. В евклидовой геометрии начало координат может быть выбрано произвольно в любой удобной точке.
Вектор, проведённый из начала координат в другую точку, называется радиус-вектором.

## Декартова система координат
В декартовой системе координат, начало координат — это точка, в которой пересекаются все оси координат. Это означает, что все координаты этой точки равны нулю. Например, на плоскости она имеет координаты (0,0), а в трёхмерном пространстве — (0,0,0).
Начало координат делит каждую из осей на два луча — положительную полуось и отрицательную полуось.
В частности, начало координат можно ввести на числовой оси. В этом смысле можно говорить о начале координат для разных экстенсивных величин (времени, температуры и пр.)

## Полярные системы координат
В полярной (на плоскости) и цилиндрической и сферической системах координат (в пространстве), начало координат имеет особое название — «полюс». Полюс является точкой сингулярности таких систем координат, поскольку в такой точке одна или несколько координат не определены. Обычно такой координатой является угол (например, в полярной системе координат, в точке О угол может принимать любое значение — положение точки, определяемой координатами {\displaystyle (r,\phi )=(0,\alpha )}, не зависит от выбора {\displaystyle \alpha }), в то время как радиус (или какой-то другой аналог расстояния до полюса) обычно равняется нулю.

## Симметрия

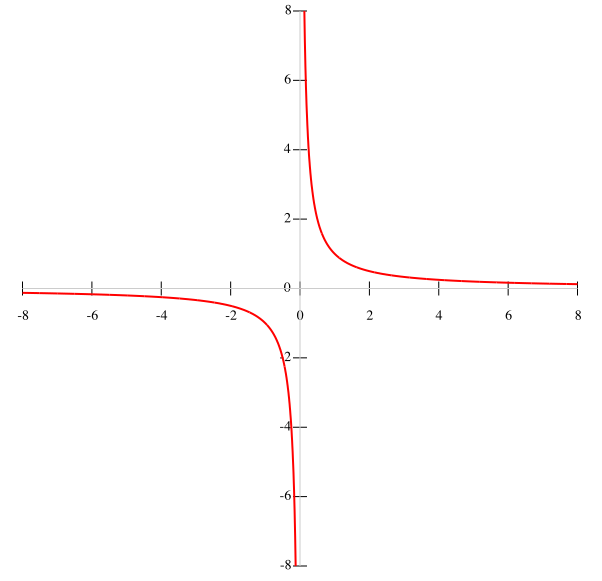
Этот график симметричен относительно начала координат

Если график функции симметричен относительно начала координат (то есть выглядит так же, если его повернуть на 180° относительно этой точки), то такая функция называется нечётной.